# Highscreen
Highscreen — бренд смартфонов, который до 2004 года являлся локальным подразделением немецкой компании Vobis GmbH. Активное развитие под этим именем началось в 2009 году. По состоянию на 2025 год права на бренд принадлежат АО «СМИ Холдинг».

## История
Бренд Highscreen изначально был частью немецкой Vobis GmbH, основанной в 1975 году. В 1990-е годы под этим брендом продавались персональные компьютеры, ноутбуки и периферийные устройства. Дизайн техники разрабатывался под руководством известного промышленного дизайнера Луиджи Колани.
1993—1997 Года
Бренд выпускает собственный журнал Highscreen Highlights, посвящённый компьютерным технологиям.
2003 Год
Планировался выпуск планшетов под управлением Windows, однако проект не был доведён до коммерческого производства. В этом же году подразделение Highscreen отделяется от Vobis GmbH, становясь независимой компанией. Оно присоединяется к российской ООО «Вобис Компьютер».

2009 Год
«Вобис Компьютер» начинает активно развивать бренд Highscreen в России, фокусируясь на смартфонах. Первые устройства представляли собой продукцию китайских производителей, адаптированную для локального рынка. Подобная OEM-модель распространена среди многих российских брендов электроники.

2011 Год

Логотип Highscreen, использовавшиеся по 2013-2020.

Объём продаж смартфонов Highscreen составил от 20 до 30 тысяч экземпляров.

#### 2013 Год
По данным GfK, было продано около 150 тысяч устройств, а согласно газете «Ведомости» — до 350 тысяч. Рыночная доля компании оценивалась в 0,5—2,5%..

2014 Год
ООО «Вобис Компьютер» продаёт ключевые активы бренда Highscreen агентству «ИАА МР» (Информационно-Аналитическое Агентство Марины Рожковой), но формально остаётся владельцем.
2020 Год
Производство смартфонов под маркой Highscreen прекращается. Причиной стали экономический кризис 2014–2015 годов и усиление позиций китайских брендов на российском рынке, что привело к падению продаж. Последним устройством, выпущенным под этим брендом, стали адаптеры для 3,5-мм разъёма со встроенным ЦАП. 
2024 Год
В реестре нотификаций о криптографических средствах появились сведения о трёх новых смартфонах Highscreen. Производством занимается АО «СМИ Холдинг», а разработку возглавляет Вадим Копин, основатель «Вобис Компьютер». Ранее его компания уже занималась развитием бренда. В этом же году было анонсировано 3 смартфона — Highscreen 13M, 13 Max5 и 13 Lite, также был обновлен логотип бренда.

## Модели

### Ранние Модели
- Zeus
- Alex
- PP5420
- Nano
- Hippo

### Другие
- Cosmo Duo
- TV Duo
- HD Duo
- Cosmo
- Jet Duo
- Yummy Duo
- Explosion
- Blast
- Strike
- Yummu Duo New
- Thor
- Spider
- Spade
- Verge
- Bay
- Tasty
- RAZAR
- Spark 2

### Alpha Линейка
- Alpha Rage
- Alpha Ice
- Alpha GTR
- Alpha GT
- Alpha GTX

### Boost Линейка
- Boost
- Boost 2
- Boost 2 SE
- Boost 3

### Omega Prime Линейка
- Omega Prime XL
- Omega Q
- Omega Prime Mini
- Omega Prime

### Windows Phone
- WinWin
- WinJoy

### Zera Линейка
- Zera S Power
- Zera U
- Zera F
- Zera S
- Zera F rev.S
- Zera S rev.S

### Power Линейка
- Power Five
- Power Four
- Power Ice
- Power Rage
- Power Five EVO

- Power Rage Evo
- Power Five Max
- Power Ice Evo
- Power Ice Max
- Power Five Max 2
- Power Five Max 3

### Easy Линейка
- EASY F PRO
- Easy L
- Easy S Pro
- Easy XL
- Easy Power

### Pure Линейка
- Pure F
- Pure J
- Pure Power

### Fest Линейка
- Fest
- Fest Pro
- Fest XL

### 13-я Линейка
- 13M
- 13Max 5
- 13 Lite